# Пивень, Демьян Арсентьевич
Демьян Арсентьевич Пивень — снайпер 4-й стрелковой роты 515-го стрелкового полка 134-й стрелковой дивизии (69-я армия, 1-й Белорусский фронт) младший сержант.

## Биография
Демьян Арсентьевич Пивень родился в крестьянской семье в селе Степанцы Каневского уезда Киевской губернии ( в настоящее время Каневский район Черкасской области). Окончил 5 классов школы. Уехал из села в Запорожье, работал на строительстве Днепрогэс, затем грузчиком на Запорожском коксохимическом заводе.
Каневским райвоенкоматом 4 марта 1944 года он был призван в ряды Красной армии. С 17 апреля 1944 года на фронтах Великой Отечественной войны.
Приказом по 515 стрелковому полку от 30 июля 1944 года снайпер Пивень был награждён медалью «За отвагу».
30 июля 1944 года младший сержант Пивень в числе первых переправился через реку Висла в районе населённого пункта Застув-Поляновский и Вилькув (Люблинское воеводство). 20 августа огнём из своей снайперской винтовки уничтожил 13 солдат и офицеров противника. Приказом по 134 стрелковой дивизии от 8 ноября 1944 года он был награждён орденом Славы 3-й степени.
14 января 1945 года при прорыве укреплений противника в районе деревни Паёнкув (Пшиленк, Повят-Зволеньский, Мазовецкое воеводство) в 12 километрах к западу от города Пулавы снайпер младший сержант Пивень в бою уничтожил несколько солдат противника. Был ранен, но поле боя не покинул. Всего к январю 1945 года имел на боевом счету 22 убитых солдата противника. Приказом по войскам 69-й армии от 13 февраля 1945 года он был награждён орденом Славы 2-й степени.
17—19 апреля 1945 года в боях на левобережье Одера в 6 км западнее населённого пункта Лебус сержант Пивень первым поднялся в атаку, ворвался в траншею неприятеля, гранатами и огнём из личного оружия уничтожил офицера и более 10 солдат противника, вывел из строя 2 пулеметные точки. Был ранен, но остался в строю. Указом Президиума Верховного Совета СССР от 15 мая 1946 года он награждён орденом Славы 1-й степени.
В августе 1945 года сержант Пивень демобилизовался, вернулся в Запорожье, работал бригадиром в транспортном цехе коксохимического завода.
Скончался Демьян Арсентьевич Пивень 23 марта 1953 года.